# Roberta McCain
Roberta Wright McCain (Muskogee, 7 de febrero de 1912-Washington D. C., 12 de octubre de 2020) fue una socialité, heredera del petróleo y centenaria estadounidense, esposa del almirante naval estadounidense John S. McCain, Jr. y madre del político John S. McCain III y el actor de teatro y periodista Joe McCain. Participó activamente en los Navy Wives Clubs y su casa en Capitol Hill fue un salón de reunión popular para legisladores y políticos. De 2007 a 2008, McCain hizo campaña activamente durante la candidatura presidencial de su hijo.

## Biografía
Roberta Wright y su hermana gemela idéntica Rowena (1912-2011) nacieron en Muskogee, Oklahoma, el 7 de febrero de 1912. Tenía tres hermanos adicionales. Sus padres fueron Archibald Wright (1874-1971), quien se dedicó a perforar pozos petrolíferos wildcat (pozos de exploración de petróleo perforados en áreas que no se conocen como yacimientos petrolíferos) de Los Ángeles, y Myrtle Mae Fletcher (1885-1972). Su padre se convirtió en un padre amo de casa después de ganar dinero con la industria petrolera y la familia viajaba constantemente, con viajes todos los veranos durante agosto. Se establecieron en Los Ángeles y ella se crio principalmente allí.

## Vida privada
El 21 de enero de 1933, Wright se fugó a Tijuana, Baja California, México, con John S. McCain, Jr., entonces un alférez naval estadounidense que más tarde se convertiría en un almirante de cuatro estrellas. En ese momento, Wright asistía a la Universidad del Sur de California y McCain estaba adscrito al USS Oklahoma (BB-37).
En 1952, Roberta McCain fue la patrocinadora del barco USS John S. McCain (DL-3), llamado así por su suegro. También fue una invitada de honor en la botadura en 1992 del USS John S. McCain (DDG-56), que recibió su nombre de su esposo y su suegro. También participó activamente en Navy Wives Clubs. Por ejemplo, durante la Navidad de 1971, viajó a Saigón y presentó $ 1000 ($ 7523 actualmente) y 14 cajas de ropa a la Junta Asesora de Vietnam de Operation Helping Hand en nombre de los Navy Wives Clubs del área de Pearl Harbor.
McCain dio a luz a tres hijos, una hija y dos hijos: Jean Alexandra «Sandy» (McCain) Morgan (1934-2019), John Sidney McCain III (1936-2018) y Joseph Pinckney «Joe» McCain II (nacido en 1942). También tuvo 12 nietos (una de los cuales es Meghan McCain), 16 bisnietos y seis tataranietos. La familia McCain era episcopal y Roberta McCain dijo que la fe es importante para su familia. Envió a su hijo, John McCain, a una escuela secundaria episcopal y mantuvo su libro de oraciones. Crio a sus hijos mientras vivía en Capitol Hill. McCain era una socialité exitosa que usaba su casa como salón de reunión para legisladores, lo que ayudó a la carrera militar de su esposo. Organizó desayunos para políticos y otras figuras destacadas. Era amiga de muchas figuras públicas, incluido el oficial militar británico Luis Mountbatten, el industrial petrolero J. Paul Getty y la escritora y embajadora Clare Boothe Luce.
Después de que John S. McCain III fuera hecho prisionero durante la guerra de Vietnam, John S. McCain Jr. y Roberta McCain esperaron su liberación en Pearl Harbor. El 1 de noviembre de 1967, Roberta McCain escribió al presidente Lyndon B. Johnson, expresando su apoyo a sus políticas en Vietnam como «madre de un hijo que fue derribado en Hanói, la semana pasada, y ahora es un prisionero de guerra...». En junio de 1968, Roberta McCain dijo a la revista Parade: «La religión ha sido de gran importancia para nosotros en nuestra preocupación por Johnny, la religión y la tradición militar de la familia de mi esposo. Todos oramos por el momento en que volveré a ver a Johnny».
En 1971, McCain no solicitó ninguna simpatía especial por el cautiverio de su hijo. Afirmó que la tradición naval era importante en la familia; su hija se casó con un oficial naval, John S. McCain III se convirtió en aviador naval, y su hijo menor, Joe, se alistó en la Marina durante la Guerra de Vietnam. John S. McCain III estuvo detenido como prisionero de guerra en Vietnam del Norte durante cinco años y medio. Cuando se le notificó al ser liberado el 15 de marzo de 1973 que había gritado improperios a sus captores, la respuesta de Roberta McCain fue: «Johnny, voy a ir a lavarte la boca con jabón».
John S. McCain III dijo lo siguiente de su madre: «Mi madre fue criada para ser una mujer fuerte y decidida que disfrutaba mucho de la vida y siempre trataba de aprovechar al máximo sus oportunidades. Se la animó a aceptar, con gentileza y buen humor , las responsabilidades y sacrificios que sus decisiones le han requerido. Le estoy agradecido por las fortalezas que me enseñó con el ejemplo».

## Vida posterior

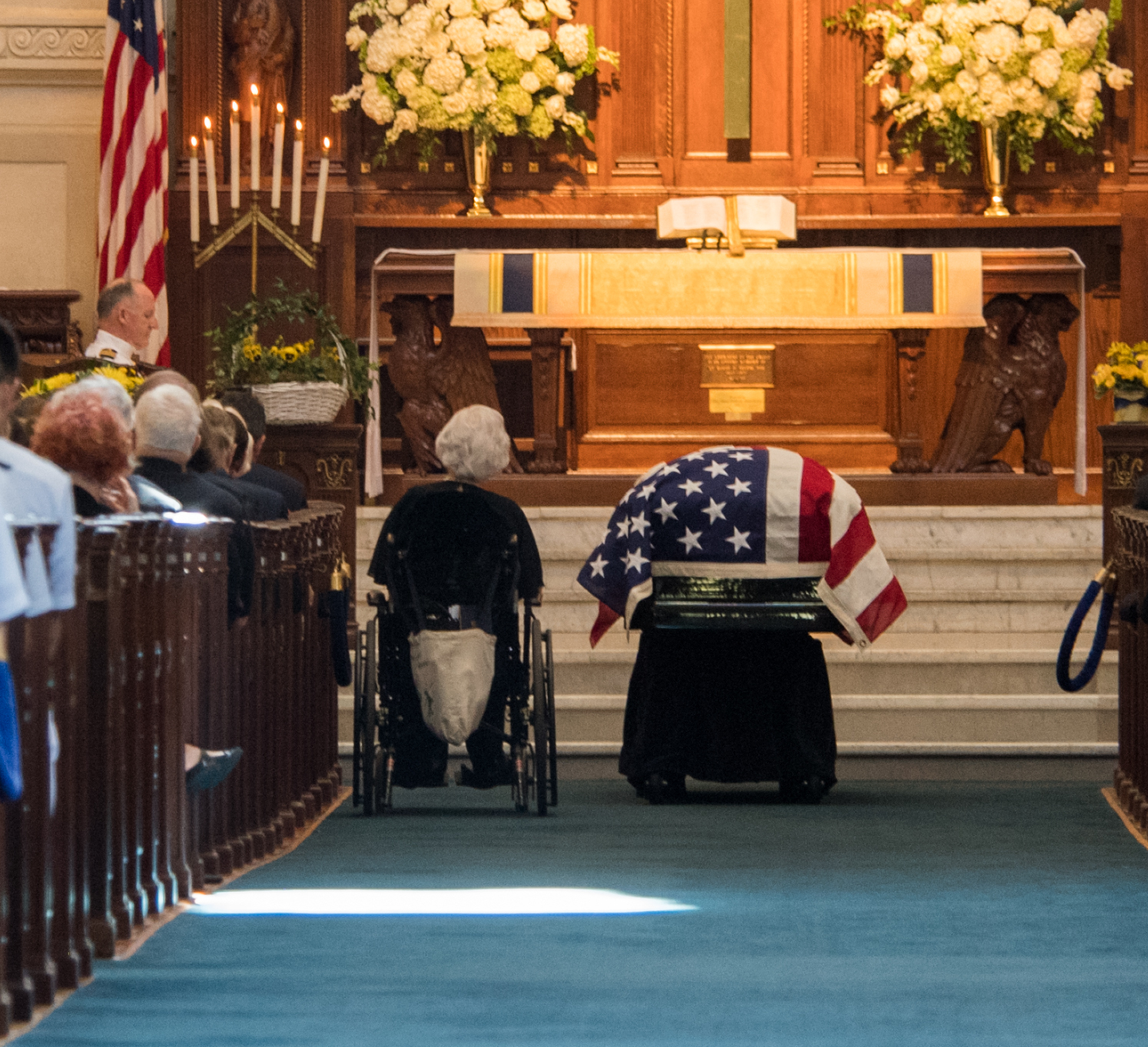
Roberta junto al ataúd de su hijo John McCain en 2018.

McCain hizo campaña durante la candidatura presidencial de su hijo en 2008 y estuvo activa en 2007 y 2008 a pesar de su avanzada edad. En noviembre de 2007, sus comentarios durante una entrevista de MSNBC sobre Mitt Romney, su papel en la organización de los Juegos Olímpicos de Invierno de 2002 y su mormonismo generaron una controversia política menor y obligaron a su hijo a responder para aclarar sus comentarios. En agosto de 2008, tuvo una sesión de fotos de moda y apareció en un par de artículos de la revista Vogue. El 13 de mayo de 2009, apareció en The Tonight Show with Jay Leno. Los comentarios de McCain sobre Rush Limbaugh y Keith Olbermann crearon un revuelo entre los políticos de ambos partidos incluso después de la fallida candidatura presidencial de su hijo.
La vida de McCain de viajar con la familia, específicamente con su hermana gemela, fue señalada por Maureen Orth en The New York Times en diciembre de 2007. El 22 de octubre de 2009, fue hospitalizada mientras viajaba por Portugal luego de caer y lesionarse la cabeza.
Para su cumpleaños número cien en 2012, celebró una pequeña fiesta en el Capitol Hill Club. Unas semanas después de cumplir 100 años, McCain sufrió un derrame cerebral leve. El centenario de McCain se destacó en varias publicaciones periódicas de los Estados Unidos, incluido un artículo del periodista Ken Herman, ganador del premio Pulitzer. Apareció en la revista Town & Country más tarde ese año.
En septiembre de 2013, la comentarista de televisión Greta Van Susteren escribió sobre McCain en un ensayo que fue presentado por Politico durante su serie «Women Rule». En septiembre de 2013, McCain y su salón aparecieron en un artículo en la revista académica revisada por pares, el Journal of Urban History.
Con motivo de su ciento seis cumpleaños en febrero de 2018, los miembros de la familia de McCain acudieron a las redes sociales para expresar sus deseos de cumpleaños y compartir recuerdos de McCain a lo largo de los años. McCain acompañó a otros miembros de la familia McCain en junio de 2018 para la proyección en DC del documental John McCain: For Whom the Bell Tolls. Antes de la muerte de su hijo John en agosto de 2018, asistió a un evento en el Capitolio donde políticos conmemoraron al Senador como un réquiem viviente. Después de la muerte de su hijo, asistió a la ceremonia que marcó la llegada de sus restos a la rotonda del Capitolio y asistió al funeral en la Catedral nacional de Washington, donde el presidente Barack Obama, el presidente George W. Bush y otros pronunciaron elogios.
En noviembre de 2019, la hija de McCain, Jean McCain Morgan, murió de mesotelioma a los ochenta y cinco años.
McCain murió el 12 de octubre de 2020 a los ciento ocho años, en su casa en Washington.